# Atomcsapat: Most és mindörökké
Az Atomcsapat: Most és mindörökké (eredeti cím: Mighty Morphin Power Rangers: Once & Always) 2023-ban bemutatott amerikai szuperhősfilm, amelyet Charlie Haskell rendezett. A Mighty Morphin: Power Rangers sorozat filmje. A főbb szerepekben Walter Emanuel Jones, David Yost, Steve Cardenas, Catherine Sutherland és Charlie Kersh látható.
Amerikában és Magyarországon 2023. április 19-én mutatták be a Netflixen.

## Cselekmény
2022-ben Billy Cranston az Atomcsapatot hívja, hogy harcoljanak Rita Repulsa és a Putties robotizált változata ellen. Robo-Rita azonban elpárologtatja Trini Kwant, és elmenekül, hogy bosszút tervezzen. Billy és Zack Taylor kénytelenek Trini immár árván maradt lányának, Minh-nek elmondani a sorsát.
Egy évvel később Zack lett Minh gyámja. Elmennek, hogy találkozzanak a többi taggal Trini sírjánál, hogy megünnepeljék a halála évfordulóját, de csapdába esnek Robo-Rita, Robo-Méregfog és Robo-Minótaurosz rajtaütésébe. Robo-Méregfog elfogja Jason Lee Scottot, Tommy Olivert és Kimberly Hartot, és egy gépezetbe zárja őket. Minh rosszul reagál, amikor Zack és Billy nem akarja, hogy részt vegyen a mentőakcióban, és Billyt hibáztatja Trini haláláért.
Egy visszapillantásból kiderült, hogy Billy titokban új parancsnoki központot épített a Cranston Tech nevű cégével. Alpha 8-cal együttműködve megpróbálja feléleszteni egykori mentorát, Zordont, a Z-hullámból származó részecskék összegyűjtésével, azonban a végén Rita Repulsa eredeti testéből kitisztított gonoszsággal találkoznak, amely megszállja Alpha 8-at, és egy új testté alakítja át, amit Robo-Ritának hívnak.
Alpha 9 elindítja a Bandora protokollt, riasztva ezzel az összes Ranger csapatot az egész univerzumban, mivel a gonoszok megtámadják az egész Földet. Az egykori Rangerek, Kat Hillard és Rocky DeSantos a parancsnoki központba teleportálnak, és proxy Power Coins-t kapnak, hogy újra morfondírozhassanak. Miközben harcolnak, Alfa meghallja, hogy Minótaurosz azt hirdeti, hogy képes követni a morfózott Rangereket, és riasztja a Rangereket világszerte, hogy kapcsolják ki a gépet. Eközben Minh sikertelenül próbálja használni Trini Power Morpherét, hogy harcoljon a Putties ellen a gyümölcslé bárban, amíg Zack és Rocky be nem teleportál. Miután visszatérnek a parancsnoki központba, Zack szívhez szóló beszélgetést folytat Minh-el arról, hogy mit jelent Power Ranger-nek lenni.
Egy roncstelepen Billy, Rocky és Kat átalakulva előcsalják Robo-Méregfogat és Robo-Minótauroszt, majd csapdába ejtik őket egy hatalmas elektromágnessel. A Stealth Tech Projectorok segítségével a csapat beszivárog Rita Holdpalotájába, és felfedezik, hogy több Rangert is elfogtak és lefagyasztottak Robo-Rita gépében. Minh elviszi az egyik Stealth Tech Projectort, hogy átosonjon Alfa mellett, és elrabolja Billy RADBUG-ját. A roncstelepen azonban Robo-Rita elfogja.
Billy arra következtet, hogy Robo-Rita egy időportált épít az elfogott Rangerek erejével, hogy kapcsolatba lépjen múltbeli önmagával, remélve, hogy megölheti a Power Rangers-t, mielőtt Zordon beszervezhetné őket. Robo-Rita megérkezik Robo-Méregfoggal, Robo-Minótaurosszal és egy foglyul ejtett Minh-el a hátán. Robo-Rita megpróbálja megölni Billyt, de Minh a robbanás elé ugrik. A többi ranger halálra rémül, de ez a jótett a morfondírozót Minhhez köti. Kat, Rocky és Zack megküzdenek Robo-Minótaurosszal és elpusztítják, míg Billy és Minh megalakítják a Megazordot, hogy megküzdjenek a megnagyobbodott Robo-Méregfoggal. Miután Robo-Méregfog elpusztult, a Rangerek visszatérnek a Holdpalotába, ahol Minh és Zack végül egyszer s mindenkorra elpusztítják Robo-Ritát.
Visszatérve a Földre, az egykori Rangerek, Adam Park és Aisha Campbell felkészülnek arra, hogy a frissen kiszabadult Rangereket (köztük Jasont, Kimberlyt és Tommyt) az Aquitar bolygóra vigyék, hogy teljesen meggyógyuljanak. Billy, Zack és Minh a Juice Barban ünneplik a győzelmüket. Miután Billy megjegyzi, hogy még mindig lehetséges, hogy egy nap visszahozzák Zordont, ő és Zack elmesélik Minh-nek a múltbeli kalandjaikat.

## Szereplők

### Atomcsapat
| Színész              | Szerep                                   | Magyar hang      |
| -------------------- | ---------------------------------------- | ---------------- |
| Walter Emanuel Jones | Zack Taylor / Fekete Eredeti Ranger      | Minárovits Péter |
| David Yost           | Billy Cranston / Kék Eredeti Ranger      | Holl Nándor      |
| Charlie Kersh        | Minh Kwan / Sárga Ranger III             | Lamboni Anna     |
| Steve Cardenas       | Rocky DeSantos / Vörös Ranger II         | Bartucz Attila   |
| Catherine Sutherland | Katherine Hillard / Rózsaszín Ranger II  | Roatis Andrea    |
| Johnny Yong Bosch    | Adam Park / Fekete Ranger II             | Fekete Zoltán    |
| Karan Ashley         | Aisha Campbell / Sárga Ranger II         | Hámori Eszter    |
| Thuy Trang           | Trini Kwan / Sárga Eredeti Ranger        |                  |
| Amy Jo Johnson       | Kimberly Hart / Rózsaszín Eredeti Ranger | Ősi Ildikó       |
| Jason David Frank    | Tommy Oliver / Zöld Eredeti Ranger       | Juhász Zoltán    |
| Austin St. John      | Jason Lee Scott / Vörös Eredeti Ranger   |                  |

### Mellékszereplők
| Színész                | Szerep  | Magyar hang     |
| ---------------------- | ------- | --------------- |
| Richard Steven Horvitz | Alpha 8 | Szűcs Sándor    |
| Richard Steven Horvitz | Alpha 9 | Szűcs Sándor    |
| Benny Joy Smith        | Annie   | Magyar Viktória |

### Gonosztevők
| Színész          | Szerep            | Magyar hang   |
| ---------------- | ----------------- | ------------- |
| Barbara Goodson  | Robo Rita Repulsa | Pálos Zsuzsa  |
| Daniel Watterson | Méregfog          | Pásztor Tibor |
| Ryan Cooper      | Minótaurosz       | Orosz Gergely |

### Magyar változat
A szinkront az Iyuno Hungary készítette.
- Magyar szöveg: Tóth Gábor
- Vágó: Kránitz Bence
- Hangmérnök: Bogdán Gergő
- Operatív vezető: Rába Ildikó
- Szinkronrendező: Dobay Brigitta
- Produkciós vezető: Felföldi Anna

További magyar hangok: Hám Bertalan, Kovács Olga, Szabó Andor, Németh Attila István, Galiotti Barbara

## A film készítése
Az újraegyesülés először 2021-ben David Yost fejében merült fel, akinek forgatókönyvei voltak egy többrészes projekthez. Az ötletet több csatornának is felvetette, de később elárulta, hogy maga a projekt még korai stádiumban van.  Yostot nem jelölték meg a különkiadás írójaként. Azonban Jackie Marchand, a sorozat korábbi írója és történetszerkesztője, mint sztorikonzultáns szerepelt.
2022-ben a Netflix lett a Power Rangers epizódok első adásának otthona, miután a Nickelodeonnal kötött, a Saban Brands-től örökölt szerződés lejárt.

### Forgatás
A szereplők "hetekig" próbáltak Aucklandben. A forgatás 12 nap alatt zajlott.